# Посадка (машинобудування)
Поса́дка — в машинобудуванні це з'єднання деталей, вставлених одна в одну. Розрізняють посадки рухомі — з зазором, який дає змогу деталям, наприклад поршню в циліндрі, взаємно переміщуватись у процесі експлуатації, і нерухомі — з натягом, примусовим вклинюванням, яке перешкоджає будь-якому взаємному переміщенню деталей — наприклад втулки у шатуні.

## Види посадок
Посадки за характером з'єднання деталей діляться на 3 групи (ДСТУ ISO 286-1-2002):
- Посадки з (гарантованим) зазором — з'єднання з гарантованим зазором, тобто найменший допустимий розмір отвору більший від найбільшого граничного розміру вала або дорівнює йому. У системі отвору забезпечуються основними відхиленнями вала від а до h (у системі вала основними відхиленнями отвору від А до H).
- Перехідні посадки — з'єднання з можливим зазором або натягом залежно від дійсних розмірів валу і отвору. У системі отвору забезпечуються основними відхиленнями від j до n (у системі вала  — від J до N, відповідно).
- Посадки з (гарантованим) натягом — з'єднання з гарантованим натягом, тобто найбільший допустимий розмір отвору менший від найменшого допустимого розміру вала або дорівнює йому. У системі отвору забезпечуються основними відхиленнями валів p до z (у системі вала від P до Z, відповідно).

## Позначення посадок
У технічній документації посадка позначається записом:
{\displaystyle \varnothing 50{\frac {H7}{h6}},}
де:
{\displaystyle \varnothing } — умовна позначка діаметра;
50 — номінальний розмір обох деталей, що сполучаються, тобто отвору і валу;
H7 — поле допуску отвору;
h6 — поле допуску вала.

## Системи посадок
Згідно з класифікацією існують дві системи посадок:
- посадка у системі отвору — посадка, в якій необхідні зазори і натяги утворюються сполученням різних полів допусків валів з полем допуску основного отвору[2]. Основною деталлю в такому з'єднанні є отвір з основним відхиленням H.

- посадка у системі вала — посадка, в якій необхідні зазори і натяги утворюються сполученням різних полів допусків отворів з полем допуску основного вала[2]. Основною деталлю такому з'єднанні є вал з основним відхиленням h.

В технічно обґрунтованих випадках допускаються інші посадки, які утворені з полів допусків за системою допусків і посадок. Це можуть бути посадки, які не відносяться ні до системи отвору, ні до системи вала. Їх називають несистемні посадки. Такі посадки, наприклад, застосовуються в шліцьових з'єднаннях.
Наприклад:
{\displaystyle \varnothing 40{\frac {H8}{e7}},}:{\displaystyle \varnothing 40{\frac {E8}{h7}},} тощо.

## Вибір посадок
Формально обидві системи посадок рівноправні, але практично майже завжди економнішими є посадки в системі отвору. Це пояснюється тим, що
трудомісткість виготовлення точних отворів є вищою ніж точних валів. Крім того, для виготовлення точних отворів вимагаються складніші і дорожчі
металорізальні інструменти та контрольно-вимірювальні прилади. При застосуванні посадок в системі отвору число типорозмірів
інструменту зменшується, що знижує витрати на їх виготовлення чи покупку.
Але в деяких випадках з конструктивних міркувань приходиться застосовувати систему вала, наприклад, коли на одній ступені вала повинні
розміщуватися з'єднання декількох отворів однакового номінального розміру, але з різними посадками. Треба також при виборі системи посадки враховувати допуски на стандартні деталі. Наприклад, поверхню в корпусі для установки підшипника (вальниці) кочення треба обробляти по системі вала, а вал для з'єднання з внутрішнім кільцем вальниці кочення завжди слід виготовляти по системі отвору.
В сучасних умовах конструктори і технологи машинобудування застосовують три методи вибору допусків і посадок:
- Метод прецедентів, або аналогів. Посадка вибирається по аналогії з посадкою у вузлі, що надійно працює. Складність методу полягає в оцінці та порівнянні умов роботи посадки в проектованому вузлі з аналогами.
- Метод подібності — розвиток методу прецедентів. Посадки обираються на підставі рекомендацій галузевих технічних документів та літературних джерел. Недоліком методу є, як правило, відсутність точних кількісних оцінок умов роботи з'єднань.
- Розрахунковий метод є найбільш обґрунтованим методом вибору посадок. Величини зазорів або натягів розраховуються на підставі напівемпіричних залежностей для тих чи інших умов роботи. Потім, по приведених і рекомендованих ДСТУ ISO 286-1-2002[1] посадках, підбирають, згідно з розрахованими зазорами або натягами необхідну посадку. Однак формули не завжди враховують складний характер фізичних явищ, що відбуваються в з'єднанні.

У будь-якому випадку нові дослідні зразки виробів перед запуском у серійне виробництво проходять цілу низку випробувань, за результатами яких окремі посадки можуть бути підкориговані.